# Carmen of the Isles
Carmen of the Isles è un cortometraggio muto del 1912 scritto e diretto da Colin Campbell.

## Trama
In un piccolo borgo di pescatori, la bellezza di Tina seduce gli uomini. Civettando con tutti, lei se ne approfitta e, quando il suo fidanzato, un pescatore, esce in mare, Tina non ha remore a intrecciare una relazione con un giovane che viene da fuori. Il pescatore, tornato di sorpresa, scopre il tradimento della ragazza. Durante un litigio, Tina cade accidentalmente dalla scogliera, andando a finire sulle rocce.

## Produzione
Il film fu prodotto dalla Selig Polyscope Company.

## Distribuzione
Distribuito dalla General Film Company, il film - un cortometraggio di una bobina - uscì nelle sale cinematografiche statunitensi il 7 novembre 1912.